# Shine On You Crazy Diamond
«Shine On You Crazy Diamond» («Сяй, Божевільний Діамант») — композиція англійської рок-гоупи Pink Floyd з концептуального альбому Wish You Were Here (1975), що відкриває і завершує цей альбом і складається з дев'яти частин. Музика написана Річардом Райтом, Девідом Гілмором і Роджером Вотерсом. Автор тексту — Роджер Вотерс.
У 2011 році «Shine On You Crazy Diamond» зайняла друге місце в списку «25 кращих пісень усіх часів в жанрі прогресивного року» за версією сайту PopMatters.
Композиція присвячена колишньому члену групи Сіду Барретту, який залишив колектив в 1968 році через нестабільний психічний стан, викликаний вживанням наркотиків. Вона дала назву збірці Shine On Pink Floyd і збірки Crazy Diamond Сіда Барретта.
Спочатку планувалося, що «Shine On You Crazy Diamond» повністю займе одну сторону платівки Wish You Were Here, як «Atom Heart Mother» або «Echoes», проте згодом композиція була розділена на дві частини, використані на початку і кінці альбому.